# サッカー用語一覧
サッカー用語一覧（ようごいちらん）は、サッカーに関連する用語の一覧。

## ポジションに関するもの
- フォワード（トップ）
  - センターフォワード（ファーストトップ）、セカンドトップ、1.5列目、ウイング（ウイングフォワード）、インサイドフォワード（インナーフォワード）
- ミッドフィールダー（ハーフバック）
  - オフェンシブミッドフィールダー（オフェンシブハーフ、攻撃的ミッドフィールダー、トップ下、トレクァルティスタ）、セントラルミッドフィールダー、センターハーフ、ウイングハーフ、ディフェンシブミッドフィールダー（ディフェンシブハーフ、守備的ミッドフィールダー）、ボランチ、アンカー、レジスタ、サイドミッドフィールダー（サイドハーフ）、ウイングバック
- ディフェンダー（フルバック）
  - センターバック、ストッパー、スウィーパー、リベロ、サイドバック
- ゴールキーパー
- ユーティリティープレイヤー
- ライン間

## 役割、選手に関するもの
- エースストライカー、監督、キッカー、クロッサー、サイドアタッカー、シャドーストライカー、守護神、主将（キャプテン）、司令塔（プレイメーカー、ゲームメーカー）、サブメンバー、スーパーサブ、スターティングメンバー、ストライカー、ターゲットマン、フォルスナイン、ダイナモ、ドリブラー、ハードワーカー、パサー、バンディエラ（＝フランチャイズ・プレイヤー）、ファンタジスタ、ポストプレイヤー

## フォーメーションに関するもの
- サッカーのフォーメーション
- ツーバック・システム、WMフォーメーション、4-2-4、4-3-3、4-4-2、4-5-1、3-5-2、3-4-3、3-6-1、N-BOX
- ワントップ、ツートップ、スリートップ、ゼロトップ
- ツーバック、スリーバック、フォーバック、ファイブバック

## 技術や戦術、プレーに関するもの
- アイコンタクト
- アシスト
- アジリティ（敏捷性)
- アンダーラップ（インナーラップ）
- オーバーラップ
- オウンゴール
- オフサイド
- オフサイドトラップ
- オフ・ザ・ボール
- オン・ザ・ボール
- カウンターアタック
  - ショートカウンター、ロングカウンター
- キープ
- キック
  - アウトサイドキック、アウトフロントキック、インサイドキック、インステップキック、インフロントキック、オーバーヘッドキック、ジャンピングボレー、チップキック、トーキック、ハーフボレー（ドロップキック）、バイシクルキック、パネンカ、ヒールキック、ボレーキック、ラボーナ
- キック・アンド・ラッシュ
- ギャップ
- ゴール
- サード・オブ・ザ・ピッチ
  - アタッキングサード、ディフェンディングサード、ミドルサード
- サイドアタック
- サイドチェンジ
- シュート
  - オーバーヘッドシュート、グラウンダーシュート、スコーピオンシュート、スライディングシュート、ダイレクトシュート、ドライブシュート、バイシクルシュート、ヘディングシュート、ボレーシュート、ミドルシュート、無回転シュート、ループシュート、ロングシュート
- ショルダーチャージ（チャージ）
- スペース
- スクイーズ
- セットプレー
  - コーナーキック、ゴールキック、ショートコーナー、スローイン、フリーキック、プレースキック、ペナルティーキック、ロングスロー
- ダイアゴナルラン
- ダイレクトプレー
- ディフェンス
  - カテナチオ、カバーリング、インターセプト（パスカット）、クリア、サンド、スライディングタックル（タックル）、セーブ、ゾーンディフェンス、ゾーンプレス、ダブルチーム、チェイス、チェック、チェック・アンド・カバー（チャレンジ・アンド・カバー）、ディフェンスライン、ディレイ、パンチング、フォアチェック、プレスディフェンス、ブロック、防御率、マーク、マンツーマンディフェンス、マンマーク、ラインディフェンス、リトリート、ワンサイドカット
- トータルフットボール
- トラッシュ・トーク
- トラップ
  - ウェッジコントロール、クッションコントロール
- トランジション
  - ネガティブトランジション、ポジティブトランジション
- ドリブル
  - エラシコ、クライフターン、サイドステップ、シザーズ、シャポー、ヒールリフト、ボディフェイント、マシューズフェイント、メイア・ルア、ルーレット（マルセイユルーレット）、ロコモーティブ
- バイタルエリア
- パス
  - ショートパス、スルーパス、センタリング（クロス）、縦パス、ノールックパス、パス・アンド・ゴー（パス・アンド・ラン、パス・アンド・ムーブ）、バックパス、ヒールパス、横パス（スクウェアパス）、リターンパス、ルックアップ、ロブパス、ロングパス（ロングフィード）、ワンツーパス（壁パス）
- パスサッカー
- ハットトリック
- パワープレイ
- 5レーン
  - ハーフスペース
- ファウル
- フィジカル
- フェイント
- フリー
- プレスバック
- ヘディング
  - ダイビングヘッド
- ポジショナルプレー
- ポストプレー
- ポゼッションフットボール
- ボディシェイプ
- マリーシア
- ムービングフットボール
- ラン・ウィズ・ザ・ボール
- ワンタッチプレー

## 契約や移籍、背番号などに関するもの
- 移籍、移籍金、引退、引退試合、永久欠番、エースナンバー、クラブチーム、サラリーキャップ、自由契約、出場給、ゼッケン、背番号、戦力外通告、登録名、トライアウト、トレード、ナショナルカラー、レンタル移籍

## 試合などに関するもの
- アウェーゴール、入れ替え戦、エキシビション、延長戦、オーバーエイジ、外国人枠、開幕戦、勝ち点、カップタイド、棄権、キックイン、キックオフ、繰り上げ、グループリーグ、ゲーム差、コイントス、ゴールデンゴール、こけら落し、再試合、サスペンデッドゲーム、サドンデス、試合、死の組、始球式、失点、ジャイアント・キリング、出場選手登録、勝利、シルバーゴール、選手権、前哨戦、集中開催方式、ダービーマッチ、ターンオーバー制、代替出場、テストマッチ、伝統の一戦、得点、ナイター、日本のダービーマッチ、ハーフタイム、番狂わせ、PK戦、引き分け、プレーオフ、プレシーズンマッチ、ポストシーズン、ホームコートアドバンテージ、ホーム・アンド・アウェー、マッチレース、マルチボールシステム、無観客試合、ロスタイム

## 観客などに関するもの
- 観客、サポーター、スポーツ観戦、スタンディングオベーション、ブーイング、フーリガン

## 賞などに関するもの
- 金メダル、銀メダル、銅メダル、シャンパンファイト、スクデット、ダブル、チャンピオン、ディフェンディングチャンピオン、銅メダル、年間王者、ヒーローインタビュー、無冠の帝王

## 審判や判定に関するもの
- イエローカード、グリーンカード、審判員、線審、ドロップボール、ビデオ判定、ホームタウンディシジョン、レッドカード、誤審

## その他
- エスコートキッズ、エレベータークラブ、古豪、根性論、士気、持久力、スコアラー、スポーツマンシップ、選手宣誓、テクニカルディレクター、2年目のジンクス、パブリックビューイング、ファンクショナル・トレーニング、プロフェッショナル、シルバーコレクター、ペットマーク、ホームタウン、ボスマン判決、ホペイロ、マッチコミッショナー、マッチデープログラム、ミサンガ、モオノキ、ユニフォーム交換（英語版）、乱闘、WAGs